# Rio Gădălin
O Rio Gădălin é um rio da Romênia, afluente do Someşul Mic, localizado no distrito de Cluj.